# 陳浩然 (廚師)
陳浩然（英語：Elvis Chan，1990年2月23日—），香港主持、廚師和舞台劇演員，他參與推廣素食文化及綠色環保文化。

## 簡歷
陳浩然在香港出生，家中獨子。媽媽是佛教徒也是一位吃素40多年的素食者，所以陳浩然出生時也是胎裡素素食者（由媽媽肚裏已經吸收素食營養）。因為愛護小動物及信仰關係，陳浩然34年來一塊肉也沒吃過。自小已很喜歡創作，大學畢業後先後任職多家Marketing公司。2013年起以「素食達人」名義開設Facebook專頁推動素食文化。同時亦為模特兒、演員等演出不少作品。曾主持HOYTV（香港開電視）全香港第一個素食電視節目《追素解決師》。2015及2017年分別兩次主演舞台劇逝去的花火，同劇著名演員包括現為英皇娛樂女歌手曾樂彤及演出電影點五步、淪落人的香港男演員黃定謙、歌手張美儀（章尾而）及2020年香港小姐羅雪妍。陳浩然亦為作家，出版素做幸福滋味及純素革命食譜。亦曾為國際時裝雜誌Elle Men（香港版）撰寫專欄。2023年，與領展及富豪雪糕運用廚餘重新創作出幾款可持續醬汁，宣揚剩食再造、不浪費的飲食方式。

## 演出作品

### 電視廣告
- 2021年：維特健靈「素滴雞精」

### 電視節目
- 2021年：香港開電視《追素解決師》 - 主持
- 2020年：VIUTV《今晚趁熱食》-嘉賓
- 2019年：香港開電視《30分鐘大放餸》-嘉賓
- 2015年、2016年、2017年、2019年：TVB《流行都市》-嘉賓
- 2016年：VIUTV《網絡瘋人》-主持

### 舞台劇
- 2017年：《逝去的花火-閃耀版》（演員：黃定謙、羅雪妍、張美儀、張匡佑、呂烺均）
- 2015年：《逝去的花火》（演員：曾樂彤、張匡佑、呂烺均、鄔志雄、張允映）[4]